# Коларово (Старозагорская область)
Коларово (болг. Коларово) — село в Болгарии. Находится в Старозагорской области, входит в общину Раднево. Население составляет 584 человека.

## Политическая ситуация
В местном кметстве Коларово, в состав которого входит Коларово, должность кмета (старосты) исполняет Георги Иванов Тенев (независимый) по результатам выборов правления кметства.
Кмет (мэр) общины Раднево — Нончо Драгиев Воденичаров (инициативный комитет) по результатам выборов в правление общины.